# Patrick Cutrone
Patrick Cutrone (Como, 3 de gener del 1998) és un futbolista professional italià. Actualment juga com a davanter al Como 1907, així com a la selecció italiana.

## Trajectòria
Cutrone va nàixer a Como i va començar a jugar a futbol des de ben jove. El 2005, Cutrone, de 7 anys, va començar la seua carrera juvenil a l'equip local GS Parediense. L'estiu del 2007 va fer proves a l'Internazionale, AC Monza i Milà. El 29 de juny de 2007 es va unir oficialment al planter de l'AC Milan, on va passar els deu anys següents, jugant a través dels diferents grups d'edat fins a l'equip Primavera (sub-19). El març de 2015, Cutrone va signar el seu primer contracte professional amb el Milan, vigent des de l'1 de juliol de 2015 fins al 30 de juny de 2018.
Cutrone va rebre la primera convocatòria a l'equip sènior en un partit a casa contra el Pescara disputat el 30 d'octubre de 2016; quedant com a suplent no utilitzat. El gener de 2017, Cutrone va ascendir al primer equip del Milan. El 21 de maig de 2017, va fer el seu debut com a sènior en un partit de la Serie A, victòria en casa per 3-0, contra el Bolonya, on va substituir Gerard Deulofeu al minut 85.
L'estiu del 2017, Cutrone va signar una pròrroga del contracte fins al 30 de juny de 2021, mentre el consell d'administració del Milan gastava més de 200 milions d'euros en transferències, adquirint un total d'onze nous jugadors, dos dels quals eren els davanters André Silva i Nikola Kalinić. Inicialment, per tal d'augmentar el seu temps de joc, Cutrone havia estat persuadit d'unir-se a algun dels clubs de la Serie A de rang inferior, tot i que es va negar.
El 30 de juliol de 2019 va ser traspassat al Wolverhampton Wanderers FC, signant un contracte per quatre temporades. A inicis de 2020 es va especular amb una possible arribada a l'ACF Fiorentina, fent-se oficial el 10 de gener la cessió fins a 2021 amb obligació de compra al final de la mateixa. Un any després el préstec va ser cancel·lat i va tornar al conjunt anglès. El 31 de gener del 2021 va ser cedit al València CF.

## Selecció italiana
Ha estat internacional amb la selecció de futbol d'Itàlia en una ocasió. Va debutar el 23 de març de 2018, sota el comandament interí de Luigi Di Biagio, en un encontre amistós davant la selecció de l'Argentina que va finalitzar amb marcador de 2-0 a favor dels argentins.